# Nemaschema quadrisulcatum
Nemaschema quadrisulcatum är en skalbaggsart som beskrevs av Stefan von Breuning 1940. Nemaschema quadrisulcatum ingår i släktet Nemaschema och familjen långhorningar. Inga underarter finns listade i Catalogue of Life.